# Praça da República (São Paulo)
A Praça da República, originalmente conhecida como Largo dos Curros, é um dos mais tradicionais logradouros da cidade de São Paulo. Localizada no centro da cidade, a praça é visitada diariamente por turistas e habitantes da cidade. A grande frequência é explicada pela proximidade com avenidas importantes, como a Ipiranga e a São João, ruas comerciais, como a Sete de Abril e Barão de Itapetininga, além de alguns dos principais pontos turísticos da metrópole, como o Theatro Municipal, Viaduto do Chá e o Edifício Copan.
Tem como afluentes as ruas Araújo, Marquês de Itu, do Arouche, Joaquim Gustavo, Pedro Américo, Timbiras, Vinte e Quatro de Maio, Basílio da Gama e as já citadas Barão de Itapetininga e Sete de Abril, além das avenidas Vieira de Carvalho, Ipiranga e São Luís.
Oscar Niemeyer, um dos grandes e renomados arquitetos brasileiros, projetou um prédio que se localiza nesta praça.

## História
Conhecida antigamente como Largo dos Curros, era ali que os paulistanos do século XIX assistiam a rodeios e touradas. Nessa época, como era uma área desvalorizada e afastada da região central, a cidade mantinha no local um hospício e um hospital para portadores de varíola. Posteriormente, foi chamada de Largo da Palha, Praça das Milícias e Largo 7 de Abril. Com a Proclamação da República, em 1889, a praça passou a se chamar 15 de Novembro e, finalmente, Praça da República.

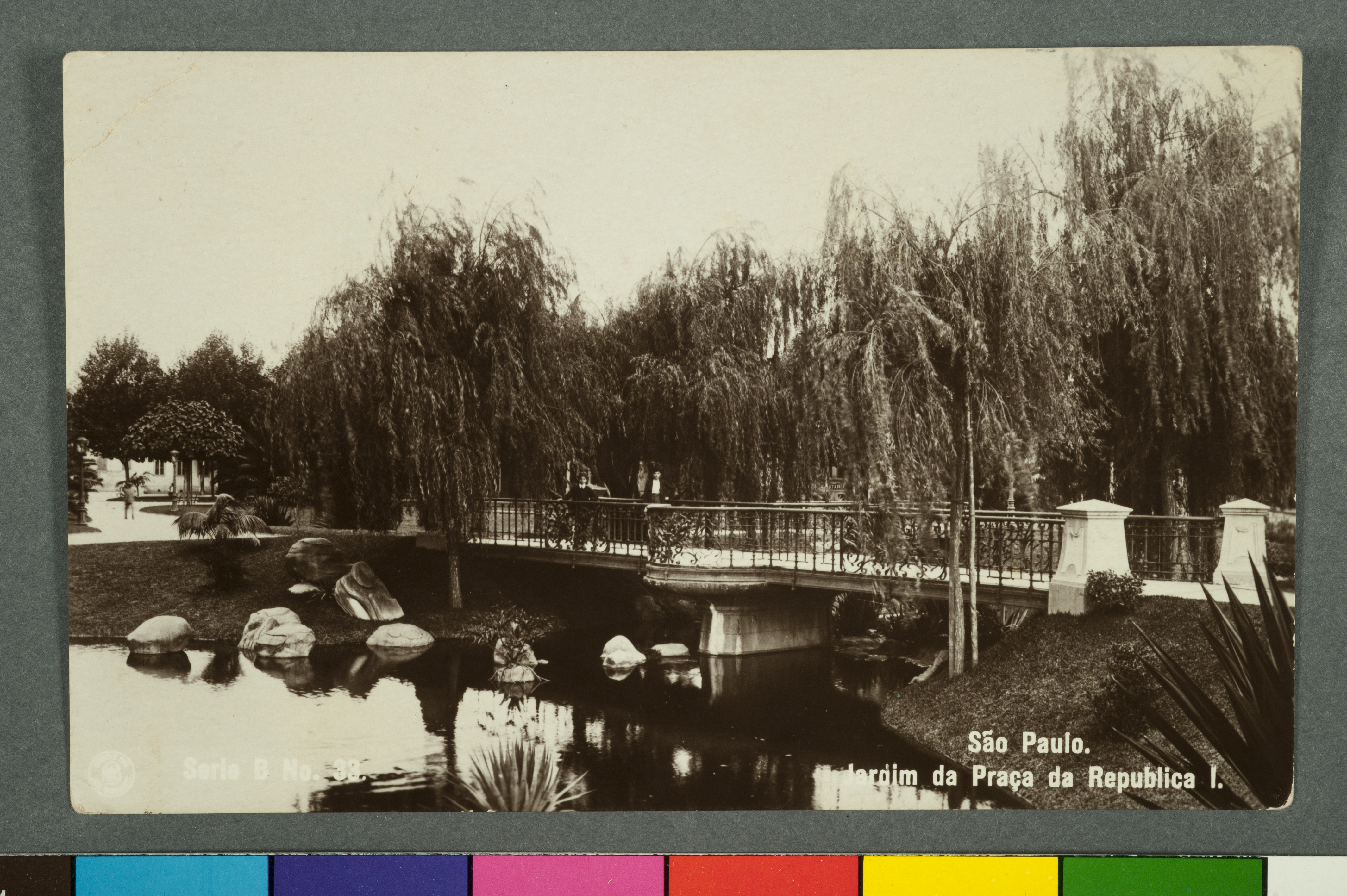
O Jardim da Praça da República no início do século XX

A praça ganhou importância com a construção do Viaduto do Chá, que tinha o objetivo de fazer um elo entre o chamado "centro velho" e o "centro novo" e permitiu à área ser devidamente urbanizada. Em 1894, foi escolhida como o endereço da Escola Normal Caetano de Campos, edifício planejado por Antônio Francisco de Paula Sousa e Ramos Azevedo, que atualmente é a sede da Secretaria Estadual da Educação. Logo no começo do século XX, veio a primeira reforma, que, inspirada em praças europeias, trouxe as pontes e lagos, deixando o lugar mais parecido com sua forma atual.

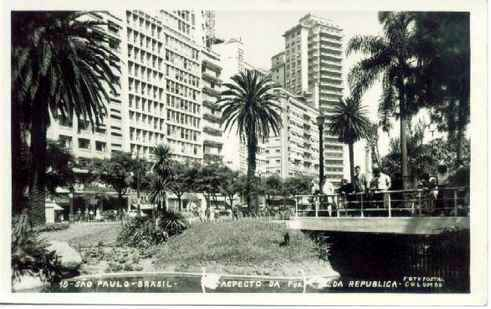
Cartão postal do início do século XX, mostrando a Praça da República

A praça foi palco de manifestações importantes da história nacional notadamente com a eclosão da Revolução Constitucionalista de 1932, no dia 23 de maio, ao manifestarem-se os paulistas contra a ditadura Vargas, frente à sede do partido governista (era o Partido Popular Paulista, ex-Legião Revolucionária, fundado pelos asseclas da ditadura), na Rua Barão de Itapetininga, esquina da Praça da República. Foram recebidos à bala, morrendo os estudantes Euclides Bueno Miragaia, Mário Martins de Almeida, Dráusio Marcondes de Souza, e Antônio Américo Camargo de Andrade, os mártires do movimento em prol da Constituição.
Defronte dos seus limites, manteve, na década de 1920, o Cine República, inaugurado em 1921 para ser a sala de cinema da aristocracia paulistana. O terreno onde ficava o "República" tornou-se, mais tarde, um grande estacionamento.
Desde fins dos anos 1960, a praça passou a ser um ponto de encontro de hippies que constituíram no local, de forma espontânea, a conhecida feira de artesanatos. Aos poucos, a feira transformou-se em grande atração, seja para turistas, seja para paulistanos. Entre 2005 e 2006, o prefeito José Serra (PSDB) tentou encerrar a feira, porém, o evento persiste até os dias atuais como destino obrigatório para os que visitam São Paulo.
Abriga o Edifício Esther, o Edifício São Tomás, com requintados apartamentos de quatrocentos metros quadrados, o Edifício Eiffel, projetado por Oscar Niemeyer, e o Edifício São Luiz, projetado no estilo neoclássico francês, pelo arquiteto francês Jacques Pilon, em 1944, com abrigo antiaéreo utilizado posteriormente como garagem.
Por abrigar a Secretaria da Educação do Estado de São Paulo, sediada no belíssimo edifício Caetano de Campos, desde os anos 90, a Praça tornou-se ponto de manifestações, de estudantes e profissionais da educação, contra a precarização da educação pública na rede estadual de ensino.

## Cultura e lazer
O lugar é uma opção de lazer por si só. É uma das únicas áreas verdes do centro de São Paulo, o que, junto com pontes e chafarizes, torna a praça uma ótima área de convivência e descanso. Pela proximidade com o Largo do Arouche, o ponto também é conhecido por ser uma região gay, e desde 2012 abriga o Museu da Diversidade Sexual, que recebe todos os anos milhares de visitantes que buscam conhecer o patrimônio cultural da comunidade LGBT. Juntamente com a rua Augusta, a República é cheia de bares e restaurantes que dão gás à vida noturna do centro.
De dia, diversos artesãos vendem suas artes espalhados pela praça, mas é aos domingos que acontece a feirinha da Praça da República, com mais de seiscentas barracas vendendo suas artes e artesanatos oriundos como roupas, objetos de decoração, brinquedos, bijuterias, incluindo também comidas típicas de cada região e de várias localidades do país, principalmente dos estados do Norte e Nordeste, e também de países vizinhos, como o Peru.
A feira teve sua primeira edição em novembro de 1956, quando o filatelista J. L. Barros Pimentel iniciou no local uma feira de selos. Posteriormente, tornou-se um ponto de comércio tradicional dos hippies. Além das opções de arte, os frequentadores também contam com muitas opções de alimentação nos dias de Feira.

## Transporte
A região da Praça da República é bem alimentada pelo transporte público. A estação de metrô República, da Linha 3-Vermelha, existe desde 1982. A partir de 2011, a parada virou uma estação de integração com a Linha 4-Amarela, tornando-se uma das mais movimentadas da cidade.
Há também inúmeras linhas de ônibus que chegam e partem do lugar para diversos outros pontos da cidade.